# Unione Sportiva Città di Palermo 2002-2003
Questa voce raccoglie le informazioni riguardanti l'Unione Sportiva Città di Palermo nelle competizioni ufficiali della stagione 2002-2003.

## Stagione

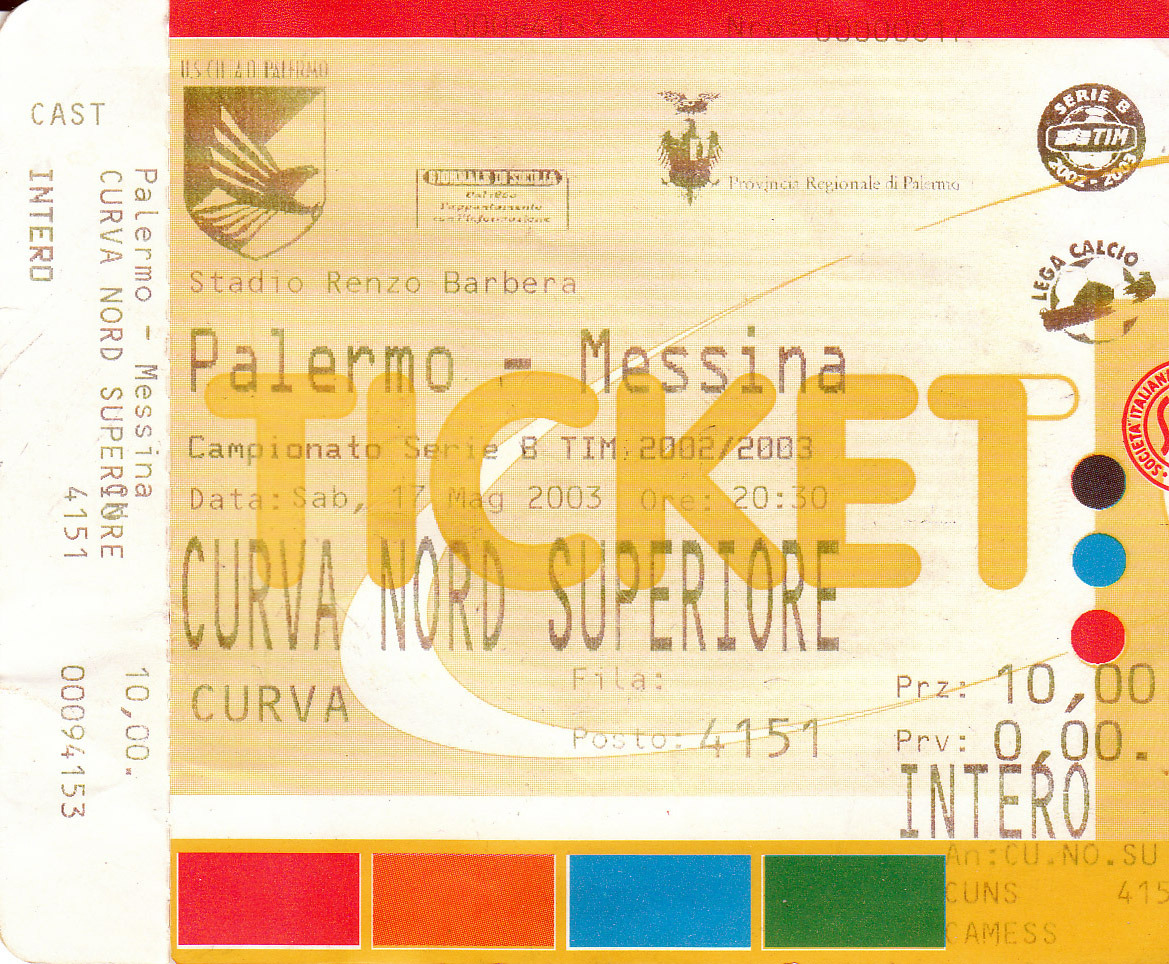
Biglietto della partita Palermo-Messina (2-1) del 17 maggio 2003, valevole per la 35ª giornata di Serie B.

La stagione 2002-2003 fu la prima dell'era Zamparini. La trattativa per l'acquisto fu complicata, poiché in un primo tempo il patron Franco Sensi rifiutò un'offerta di 10 milioni di euro composta da 5 milioni in contanti e 5 milioni in giocatori, ma poi accettò l'offerta seguente di 15 milioni di euro in contanti. Il nuovo direttore sportivo fu Rino Foschi.
Il ritiro si svolse prima a Longarone e poi ad Asolo. L'allenatore scelto dalla dirigenza Sensi era Roberto Pruzzo, ma il neo presidente Zamparini, appena acquisita la società, lo licenziò preferendogli Ezio Glerean.
Il 18 settembre, prima dell'esordio casalingo in campionato, lo stadio della Favorita fu intitolato a Renzo Barbera, presidente del club negli anni '70, deceduto il 20 maggio precedente.
L'inizio del campionato subì uno slittamento dovuto alla protesta dei club nei confronti delle pay TV satellitari; ancora nel mese di ottobre il nuovo presidente rosanero rifiutò l'offerta dell'emittente Stream di Rupert Murdoch, che aveva proposto 900.000 euro, poiché ne pretendeva almeno 2.000.000, viste le potenzialità e il numero dei tifosi della squadra rosanero. A tal proposito Zamparini affermò: «Preferisco mandare in onda le partite gratis a una televisione locale, piuttosto che farmi umiliare con queste offerte». Così comportandosi, il Palermo rimase inizialmente l'unica squadra in Serie B a non avere ancora un contratto televisivo.
La prima parte di stagione fu un po' balbettante, ma dopo un cambio tecnico in panchina la squadra recuperò gradualmente terreno sulla zona promozione. Alla fine ottenne un sesto posto, perdendo all'ultima giornata lo scontro diretto in trasferta con il Lecce (3-0), fallendo così la promozione in Serie A.

## Divise e sponsor
La prima maglia era rosa con inserti neri su spalle, maniche e sui fianchi, mentre i calzoncini erano neri. La seconda divisa, in modo simile alla stagione precedente, si presentava bianca con inserti rosa sui fianchi e un bordo nero sul colletto a girocollo. La terza divisa, anch'essa a girocollo, era nera con inserti rosa.
Lo sponsor tecnico Lotto campeggiava in forma non estesa, presentandosi come un quadrato rosso con il logo in bianco all'interno.
Da questa stagione lo sponsor ufficiale è la Provincia di Palermo, che durerà per le successive tre annate: al centro della divisa appare una scritta che identifica l'omonima provincia siciliana.

## Organigramma societario[6][7]
Area direttiva
- Presidente: Maurizio Zamparini
- Direttore generale: Stefano Pedrelli
- Amministratore delegato: Guglielmo Miccichè
- Segretario: Salvatore Francoforte

Area marketing
- Addetto stampa: Adolfo Fantaccini

Area tecnica
- Direttore sportivo: Rino Foschi
- Responsabile tecnico: Antonio Schio
- Consulente del dir. sportivo e capo osservatori: Giuseppe Corti
- Allenatore: Ezio Glerean, poi Daniele Arrigoni, poi Nedo Sonetti
- Allenatore Primavera: Alfonso Ammirata

Area sanitaria
- Medico sociale: Dott. Roberto Matracia
- Preparatore atletico: Claudio Bordon

## Rosa
| N. |                         | Ruolo | Calciatore            |
| -- | ----------------------- | ----- | --------------------- |
| 1  | Italia (bandiera)       | P     | Vincenzo Sicignano    |
| 2  | Sierra Leone (bandiera) | D     | Kewullay Conteh       |
| 3  | Brasile (bandiera)      | D     | Fábio Bilica          |
| 3  | Italia (bandiera)       | D     | Paolo Tricoli         |
| 4  | Italia (bandiera)       | C     | Stefano Morrone       |
| 5  | Argentina (bandiera)    | A     | Cristian La Grottería |
| 6  | Italia (bandiera)       | D     | Paolo Cotroneo        |
| 7  | Italia (bandiera)       | A     | Giuseppe Mascara      |
| 7  | Romania (bandiera)      | C     | Paul Codrea           |
| 8  | Italia (bandiera)       | C     | Antonio Marasco       |
| 8  | Italia (bandiera)       | C     | Salvatore Masiello    |
| 9  | Italia (bandiera)       | A     | Filippo Maniero       |
| 10 | Italia (bandiera)       | A     | Arturo Di Napoli      |
| 11 | Italia (bandiera)       | C     | Daniele Di Donato     |
| 12 | Italia (bandiera)       | C     | Roberto Palumbo       |
| 13 | Italia (bandiera)       | D     | Pietro Accardi        |
| 14 | Camerun (bandiera)      | C     | Frank Oliver Ongfiang |
| 15 | Italia (bandiera)       | C     | Evans Soligo          |
| 19 | Italia (bandiera)       | P     | Nicola Santoni        |
| 20 | Italia (bandiera)       | C     | Franco Brienza        |

| N. |                      | Ruolo | Calciatore            |
| -- | -------------------- | ----- | --------------------- |
| 20 | Italia (bandiera)    | C     | Lamberto Zauli        |
| 21 | Italia (bandiera)    | P     | Marco Viola           |
| 22 | Italia (bandiera)    | P     | Francesco Tarantino   |
| 23 | Svezia (bandiera)    | C     | Valentino Lai         |
| 24 | Nigeria (bandiera)   | A     | John Olufemi          |
| 25 | Romania (bandiera)   | D     | Valentin Năstase      |
| 27 | Italia (bandiera)    | D     | Matteo Pivotto        |
| 28 | Italia (bandiera)    | C     | Massimo Mutarelli     |
| 30 | Italia (bandiera)    | C     | Manolo Pestrin        |
| 31 | Italia (bandiera)    | C     | Antonino Asta         |
| 33 | Italia (bandiera)    | D     | Francesco Modesto     |
| 36 | Italia (bandiera)    | D     | Luca Ferri            |
| 37 | Italia (bandiera)    | D     | Oscar Brevi           |
| 77 | Italia (bandiera)    | D     | Alessandro Lucarelli  |
| 80 | Croazia (bandiera)   | A     | Igor Budan            |
| 81 | Argentina (bandiera) | C     | Mario Alberto Santana |
| 82 | Italia (bandiera)    | A     | Davide Matteini       |
| 83 | Italia (bandiera)    | D     | Leandro Rinaudo       |
|    | Italia (bandiera)    | P     | Generoso Rossi        |
|    | Italia (bandiera)    | C     | Simone Del Nero       |

## Calciomercato

### Sessione estiva
La sessione estiva del calciomercato del Palermo fu famosa per il "travaso" che vide dodici calciatori del Venezia, squadra appena ceduta da Zamparini, passare in un giorno dal ritiro della squadra veneta svolto Pergine Valsugana a quello della squadra rosanero svolto a Longarone, 119 chilometri percorsi con un pullman noleggiato dal Palermo per l'occasione.
| Acquisti | Acquisti              | Acquisti | Acquisti   |
| R.       | Nome                  | da       | Modalità   |
| -------- | --------------------- | -------- | ---------- |
| P        | Generoso Rossi        | Venezia  | definitivo |
| D        | Matteo Pivotto        | Lecce    | svincolato |
| D        | Kewullay Conteh       | Venezia  | definitivo |
| D        | Fábio Bilica          | Venezia  | definitivo |
| D        | William Viali         | Venezia  | definitivo |
| D        | Evans Soligo          | Venezia  | definitivo |
| C        | Stefano Morrone       | Venezia  | definitivo |
| C        | Frank Oliver Ongfiang | Venezia  | definitivo |
| C        | Antonio Marasco       | Venezia  | definitivo |
| C        | Daniel Andersson      | Venezia  | definitivo |
| C        | Valentino Lai         | Venezia  | definitivo |
| C        | Mario Santana         | Venezia  | definitivo |
| A        | Arturo Di Napoli      | Venezia  | definitivo |
| A        | Filippo Maniero       | Venezia  | definitivo |

| Cessioni | Cessioni         | Cessioni | Cessioni |
| R.       | Nome             | a        | Modalità |
| -------- | ---------------- | -------- | -------- |
| P        | Generoso Rossi   | Lecce    |          |
| D        | William Viali    | Perugia  | prestito |
| D        | Evans Soligo     | Venezia  | prestito |
| C        | Franco Brienza   | Ascoli   | prestito |
| C        | Daniel Andersson | Chievo   | prestito |

### Sessione invernale
| Acquisti | Acquisti           | Acquisti   | Acquisti |
| R.       | Nome               | da         | Modalità |
| -------- | ------------------ | ---------- | -------- |
| D        | Paolo Tricoli      |            |          |
| D        | Oscar Brevi        | Como       |          |
| C        | Paul Codrea        | Genoa      |          |
| C        | Simone Del Nero    | Brescia    |          |
| C        | Salvatore Masiello | Lumezzane  |          |
| C        | Manolo Pestrin     | Lanciano   |          |
| A        | Davide Matteini    | Pro Patria |          |

| Cessioni | Cessioni         | Cessioni | Cessioni |
| R.       | Nome             | a        | Modalità |
| -------- | ---------------- | -------- | -------- |
| D        | Fábio Bilica     | Brescia  |          |
| C        | Antonio Marasco  | Modena   |          |
| A        | Giuseppe Mascara | Genoa    | prestito |

## Risultati

### Serie B

#### Girone di andata
| Arbitro: | Castellani (Verona) |

|            |           |                               |
| Edusei 87’ | Marcatori | 5’ Morrone 79’ (rig.) Maniero |

| Palermo 6 gennaio 2003, ore 20:30 2ª giornata | Palermo           | 0 – 0 referto | Sampdoria | Stadio Renzo Barbera\| Arbitro: \| Messina (Bergamo) \| |
| Arbitro:                                      | Messina (Bergamo) |               |           |                                                         |

| Arbitro: | Nucini (Bergamo) |

|                                      |           |                         |
| Ganz 8’, 67’ Maini 14’ Graffiedi 33’ | Marcatori | 31’ (rig.), 92’ Maniero |

| Arbitro: | Cruciani (Pesaro) |

|                    |           |  |
| Maniero 41’ (rig.) | Marcatori |  |

| Arbitro: | Gabriele (Frosinone) |

|                         |           |             |
| Ciullo 1’ Gubellini 94’ | Marcatori | 53’ Marasco |

| Arbitro: | De Santis (Roma) |

|             |           |  |
| Maniero 56’ | Marcatori |  |

| Arbitro: | Cruciani (Pesaro) |

|                             |           |               |
| Babú 69’ Vignaroli 80’, 86’ | Marcatori | 65’ Di Napoli |

| Arbitro: | Tombolini (Ancona) |

|               |           |                            |
| Margiotta 62’ | Marcatori | 26’, 57’ Zauli 69’ Santana |

| Arbitro: | Tombolini (Ancona) |

|            |           |              |
| Maniero 6’ | Marcatori | 57’ Esposito |

| Arbitro: | Girardi (San Donà di Piave) |

|  |           |            |
|  | Marcatori | 7’ Maniero |

| Arbitro: | Pieri (Genova) |

|  |           |                      |
|  | Marcatori | 49’ Brncic 71’ Poggi |

| Arbitro: | Dondarini (Finale Emilia) |

|                          |           |  |
| Cordone 28’ Oliveira 70’ | Marcatori |  |

| Arbitro: | Dattilo (Locri) |

|                                |           |           |
| Mascara 36’ Maniero 55’ (rig.) | Marcatori | 73’ Frick |

| Napoli 29 novembre 2002, ore 20:30 14ª giornata | Napoli          | 0 – 0 referto | Palermo | Stadio San Paolo\| Arbitro: \| Treossi (Forlì) \| |
| Arbitro:                                        | Treossi (Forlì) |               |         |                                                   |

| Palermo 8 dicembre 2002, ore 15:00 15ª giornata | Palermo            | 0 – 0 referto | Genoa | Stadio Renzo Barbera\| Arbitro: \| Preschern (Mestre) \| |
| Arbitro:                                        | Preschern (Mestre) |               |       |                                                          |

| Arbitro: | Palanca (Roma) |

|                            |           |             |
| Princivalli 50’ Vicari 58’ | Marcatori | 81’ Maniero |

| Arbitro: | Pieri (Genova) |

|                           |           |                     |
| Mascara 18’ Di Napoli 89’ | Marcatori | 30’ Bruno 71’ Olivi |

| Verona 12 gennaio 2003, ore 15:00 18ª giornata | Verona         | 0 – 0 referto | Palermo | Stadio Marcantonio Bentegodi\| Arbitro: \| Pieri (Genova) \| |
| Arbitro:                                       | Pieri (Genova) |               |         |                                                              |

| Arbitro: | Pieri (Genova) |

|                    |           |  |
| Di Napoli 24’, 94’ | Marcatori |  |

#### Girone di ritorno
| Arbitro: | Trefoloni (Siena) |

|                      |           |  |
| Di Napoli 36’ (rig.) | Marcatori |  |

| Arbitro: | Preschern (Mestre) |

|                  |           |  |
| Conteh 7’ (aut.) | Marcatori |  |

| Arbitro: | De Marco (Chiavari) |

|  |           |               |
|  | Marcatori | 17’ Graffiedi |

| Arbitro: | Cruciani (Pesaro) |

|                           |           |            |
| Rubino 3’ Ghirardello 23’ | Marcatori | 64’ Conteh |

| Arbitro: | De Santis (Roma) |

|             |           |  |
| Nastase 57’ | Marcatori |  |

| Arbitro: | Treossi (Forlì) |

|                         |           |                                     |
| Protti 64’ Biliotti 67’ | Marcatori | 34’ (rig.) La Grottería 36’ Morrone |

| Arbitro: | Brighi (Cesena) |

|                   |           |               |
| Maniero 2’ (rig.) | Marcatori | 53’ Stendardo |

| Arbitro: | Pieri (Genova) |

|             |           |  |
| Morrone 43’ | Marcatori |  |

| Arbitro: | Palmieri (Cosenza) |

|                      |           |                         |
| Carrus 88’ Loria 93’ | Marcatori | 15’ Morrone 69’ Maniero |

| Arbitro: | Dattilo (Locri) |

|                          |           |                         |
| Codrea 85’ Di Napoli 90’ | Marcatori | 57’ Cordova 78’ Spinesi |

| Arbitro: | Cruciani (Pesaro) |

|  |           |                                   |
|  | Marcatori | 4’ (rig.) Codrea 78’ La Grottería |

| Arbitro: | Bolognino (Milano) |

|                                |           |                                    |
| Asta 33’ Zauli 55’ Maniero 61’ | Marcatori | 11’, 69’ Martusciello 54’ Oliveira |

| Terni 26 aprile 2003, ore 20:30 32ª giornata | Ternana              | 0 – 0 referto | Palermo | Stadio Libero Liberati\| Arbitro: \| Trentalange (Torino) \| |
| Arbitro:                                     | Trentalange (Torino) |               |         |                                                              |

| Arbitro: | De Santis (Roma) |

|                     |           |              |
| Maniero 1’ Asta 17’ | Marcatori | 68’ Stellone |

| Arbitro: | Gabriele (Frosinone) |

|           |           |         |
| Breda 88’ | Marcatori | 6’ Asta |

| Arbitro: | Dondarini (Finale Emilia) |

|                           |           |           |
| Di Napoli 15’ Morrone 79’ | Marcatori | 42’ Sullo |

| Arbitro: | Ayroldi (Molfetta) |

|               |           |                         |
| Bonfiglio 46’ | Marcatori | 16’ Zauli 90’ Di Napoli |

| Arbitro: | Farina (Novi Ligure) |

|               |           |  |
| Zauli 7’, 31’ | Marcatori |  |

| Arbitro: | Trefoloni (Siena) |

|                                         |           |  |
| Camorani 13’ Giacomazzi 47’ Bojinov 79’ | Marcatori |  |

### Coppa Italia
| Arbitro: | Palmieri (Cosenza) |

|           |           |             |
| Sullo 28’ | Marcatori | 81’ Mascara |

| Arbitro: | Gabriele (Frosinone) |

|                                              |           |  |
| Maniero 27’ (rig.), 54’ Mascara 61’ Asta 86’ | Marcatori |  |

| Arbitro: | Palanca (Roma) |

|  |           |          |
|  | Marcatori | 76’ León |

## Statistiche

### Statistiche di squadra
| Competizione | Punti | In casa | In casa | In casa | In casa | In casa | In casa | In trasferta | In trasferta | In trasferta | In trasferta | In trasferta | In trasferta | Totale | Totale | Totale | Totale | Totale | Totale | DR |
| Competizione | Punti | G       | V       | N       | P       | Gf      | Gs      | G            | V            | N            | P            | Gf           | Gs           | G      | V      | N      | P      | Gf     | Gs     | DR |
| ------------ | ----- | ------- | ------- | ------- | ------- | ------- | ------- | ------------ | ------------ | ------------ | ------------ | ------------ | ------------ | ------ | ------ | ------ | ------ | ------ | ------ | -- |
| Serie B      | 58    | 19      | 10      | 7       | 2       | 24      | 15      | 19           | 5            | 6            | 8            | 21           | 27           | 38     | 15     | 13     | 10     | 45     | 42     | +3 |
| Coppa Italia |       | 2       | 1       | 0       | 1       | 4       | 1       | 1            | 0            | 1            | 0            | 1            | 1            | 3      | 1      | 1      | 1      | 5      | 2      | +3 |
| Totale       |       | 21      | 11      | 7       | 3       | 28      | 16      | 20           | 5            | 7            | 8            | 22           | 28           | 41     | 16     | 14     | 11     | 50     | 44     | +6 |

### Statistiche dei giocatori
| Giocatore       | Serie B  | Serie B | Serie B     | Serie B    | Coppa Italia | Coppa Italia | Coppa Italia | Coppa Italia | Totale   | Totale | Totale      | Totale     |
| Giocatore       | Presenze | Reti    | Ammonizioni | Espulsioni | Presenze     | Reti         | Ammonizioni  | Espulsioni   | Presenze | Reti   | Ammonizioni | Espulsioni |
| --------------- | -------- | ------- | ----------- | ---------- | ------------ | ------------ | ------------ | ------------ | -------- | ------ | ----------- | ---------- |
| P. Accardi      | 28       | 0       | 0           | 0          | 1            | 0            | ?            | ?            | 29       | 0      | 0+          | 0+         |
| A. Asta         | 24       | 3       | ?           | ?          | 1            | 1            | ?            | ?            | 25       | 4      | ?           | ?          |
| F. Bilica       | 12       | 0       | ?           | ?          | 3            | 0            | ?            | ?            | 15       | 0      | ?           | ?          |
| O. Brevi        | 16       | 0       | ?           | ?          | 0            | 0            | 0            | 0            | 16       | 0      | 0+          | 0+         |
| F. Brienza      | 0        | 0       | 0           | 0          | 2            | 0            | ?            | ?            | 2        | 0      | 0+          | 0+         |
| I. Budan        | 0        | 0       | 0           | 0          | 0            | 0            | 0            | 0            | 0        | 0      | 0           | 0          |
| P. Codrea       | 12       | 2       | ?           | ?          | 0            | 0            | 0            | 0            | 12       | 2      | 0+          | 0+         |
| K. Conteh       | 17       | 1       | ?           | ?          | 0            | 0            | 0            | 0            | 17       | 1      | 0+          | 0+         |
| P. Cotroneo     | 1        | 0       | ?           | ?          | 0            | 0            | 0            | 0            | 1        | 0      | 0+          | 0+         |
| S. Del Nero     | 0        | 0       | 0           | 0          | 0            | 0            | 0            | 0            | 0        | 0      | 0           | 0          |
| D. Di Donato    | 32       | 0       | ?           | ?          | 3            | 0            | ?            | ?            | 35       | 0      | ?           | ?          |
| A. Di Napoli    | 30       | 8       | ?           | ?          | 3            | 0            | ?            | ?            | 33       | 8      | ?           | ?          |
| L. Ferri        | 14       | 0       | ?           | ?          | 3            | 0            | ?            | ?            | 17       | 0      | ?           | ?          |
| C. La Grottería | 21       | 2       | ?           | ?          | 2            | 0            | ?            | ?            | 23       | 2      | ?           | ?          |
| V. Lai          | 1        | 0       | ?           | ?          | 0            | 0            | 0            | 0            | 1        | 0      | 0+          | 0+         |
| A. Lucarelli    | 28       | 0       | ?           | ?          | 2            | 0            | ?            | ?            | 30       | 0      | ?           | ?          |
| F. Maniero      | 31       | 13      | ?           | ?          | 3            | 2            | ?            | ?            | 34       | 15     | ?           | ?          |
| A. Marasco      | 15       | 1       | ?           | ?          | 2            | 0            | ?            | ?            | 17       | 1      | ?           | ?          |
| G. Mascara      | 17       | 2       | ?           | ?          | 3            | 2            | ?            | ?            | 20       | 4      | ?           | ?          |
| S. Masiello     | 2        | 0       | ?           | ?          | 0            | 0            | 0            | 0            | 2        | 0      | 0+          | 0+         |
| D. Matteini     | 1        | 0       | ?           | ?          | 0            | 0            | 0            | 0            | 1        | 0      | 0+          | 0+         |
| F. Modesto      | 12       | 0       | ?           | ?          | 1            | 0            | ?            | ?            | 13       | 0      | ?           | ?          |
| S. Morrone      | 35       | 5       | ?           | ?          | 3            | 0            | ?            | ?            | 38       | 5      | ?           | ?          |
| M. Mutarelli    | 28       | 0       | ?           | ?          | 2            | 0            | ?            | ?            | 30       | 0      | ?           | ?          |
| V. Năstase      | 22       | 1       | ?           | ?          | 2            | 0            | ?            | ?            | 24       | 1      | ?           | ?          |
| J. Olufemi      | 2        | 0       | ?           | ?          | 0            | 0            | 0            | 0            | 2        | 0      | 0+          | 0+         |
| F. O. Ongfiang  | 4        | 0       | ?           | ?          | 1            | 0            | ?            | ?            | 5        | 0      | ?           | ?          |
| R. Palumbo      | 0        | 0       | 0           | 0          | 0            | 0            | 0            | 0            | 0        | 0      | 0           | 0          |
| M. Pestrin      | 4        | 0       | ?           | ?          | 0            | 0            | 0            | 0            | 4        | 0      | 0+          | 0+         |
| M. Pivotto      | 20       | 0       | ?           | ?          | 0            | 0            | 0            | 0            | 20       | 0      | 0+          | 0+         |
| M. Santana      | 33       | 1       | ?           | ?          | 0            | 0            | 0            | 0            | 33       | 1      | 0+          | 0+         |
| N. Santoni      | 9        | -12     | ?           | ?          | 0            | -0           | 0            | 0            | 9        | -12    | 0+          | 0+         |
| V. Sicignano    | 30       | -29     | ?           | ?          | 3            | -2           | ?            | ?            | 33       | -31    | ?           | ?          |
| F. Tarantino    | 0        | -0      | 0           | 0          | 0            | -0           | 0            | 0            | 0        | -0     | 0           | 0          |
| P. Tricoli      | 0        | 0       | 0           | 0          | 0            | 0            | 0            | 0            | 0        | 0      | 0           | 0          |
| M. Viola        | 0        | -0      | 0           | 0          | 0            | -0           | 0            | 0            | 0        | -0     | 0           | 0          |
| L. Zauli        | 21       | 6       | ?           | ?          | 1            | 0            | 0            | 0            | 22       | 6      | 0+          | 0+         |